# Diane Roy

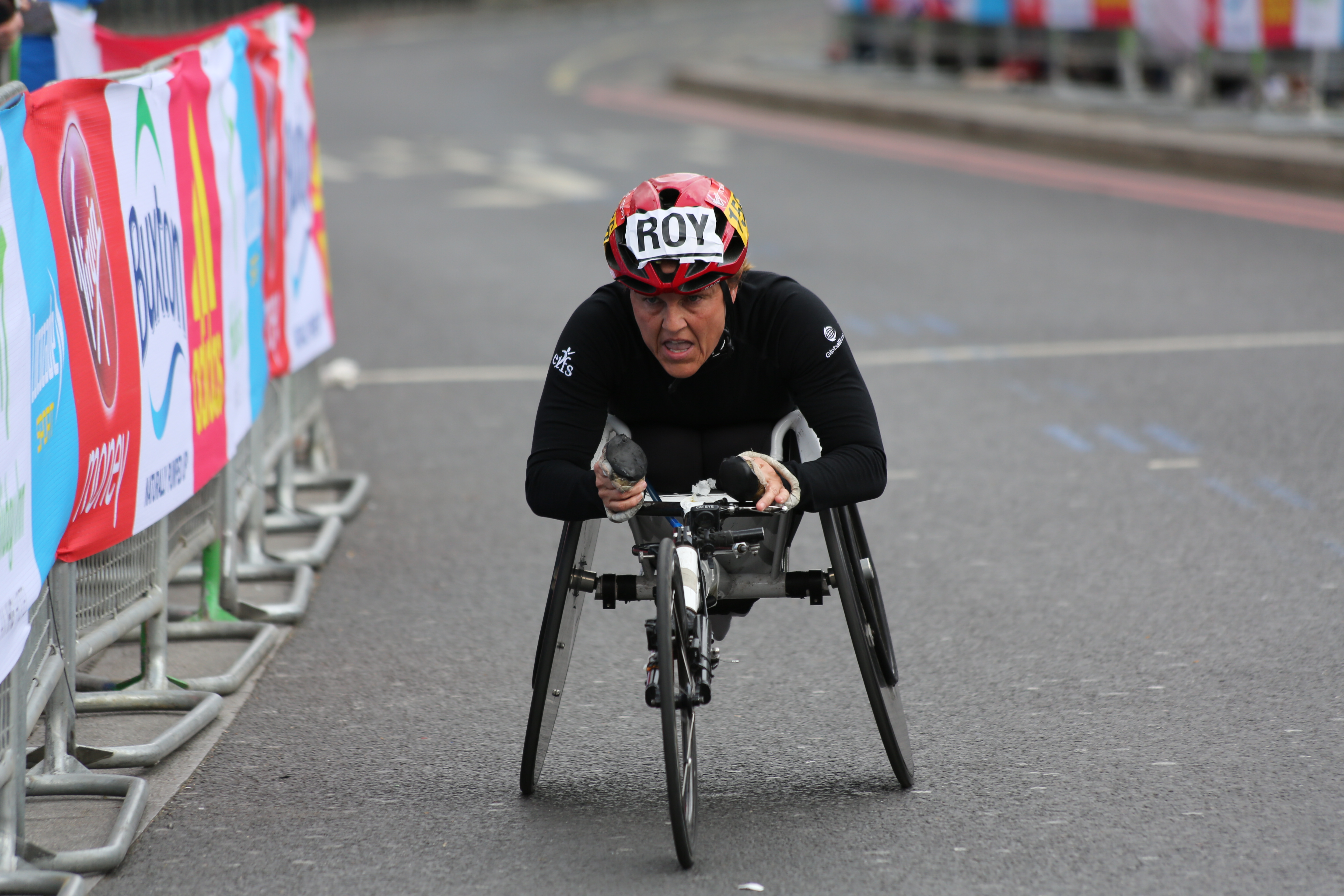
Diane Roy, 2017 beim London Para Athletics Marathon World Cup (Wheelchair)

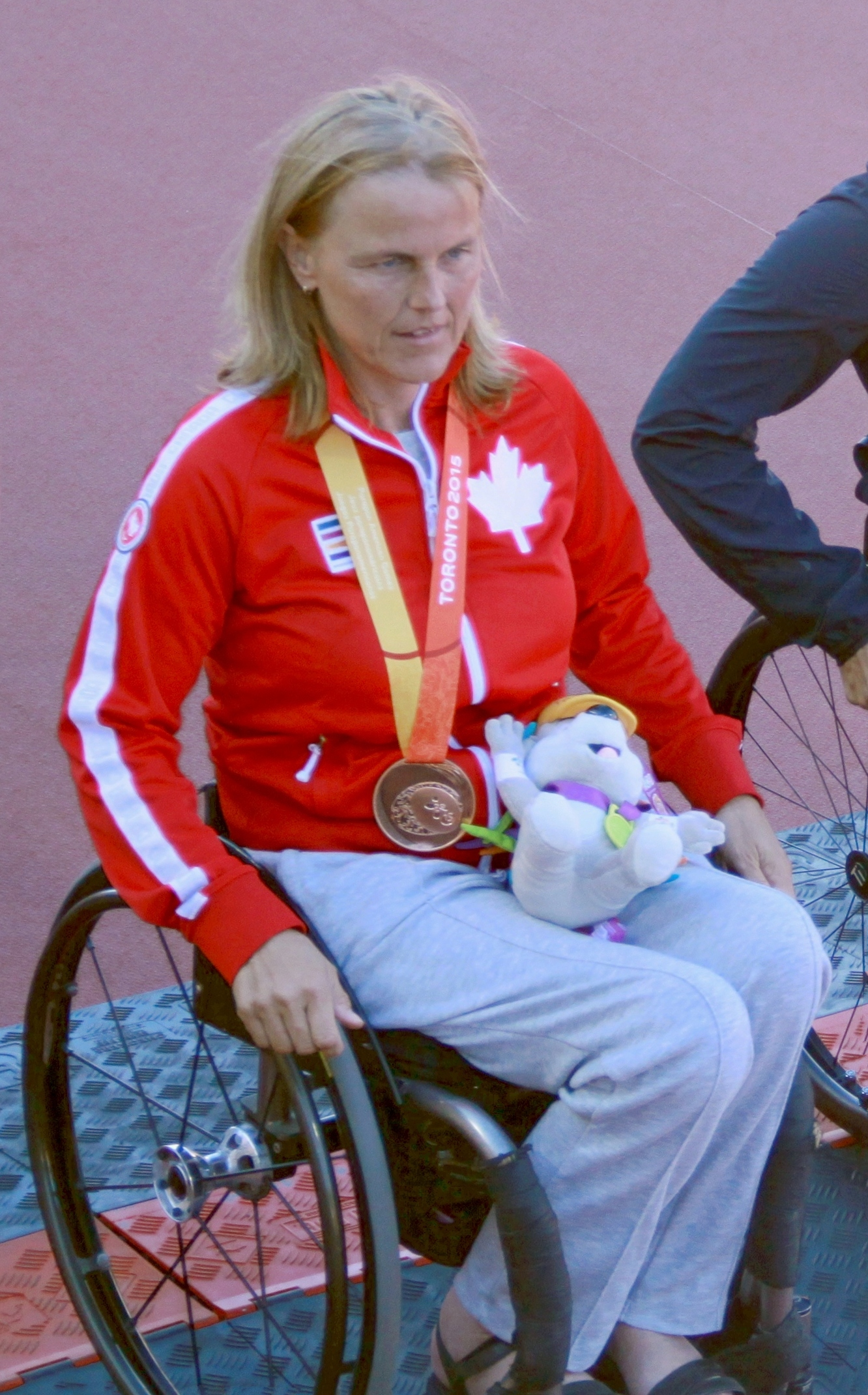
Diane Roy, 2015 bei den Parapan American Games

Diane Roy(* 9. Januar 1971 in Notre-Dame-du-Lac, Québec, Kanada) ist eine kanadische Rollstuhlsportlerin, die in 28 Jahren 104 Medaillen erhalten hat.

## Leben und Werk
Roy ist das siebte von acht Kindern und verbrachte den Großteil ihrer Kindheit auf einer Farm in Lac-des-Aigles, Quebec. Auf der High School entwickelte sie ein Interesse an verschiedenen Sportarten, darunter Basketball, Badminton, Skifahren, Tennis und insbesondere Handball. 1988 erlitt sie bei einem Geländefahrzeugunfall starke Verletzungen und war danach querschnittsgelähmt. Sie absolvierte ein Verwaltungsstudium an der Université de Sherbrooke und engagierte sich 1992 in der Para-Leichtathletik in Sherbrooke. Seit 1998 arbeitet sie als Verwaltungsassistentin bei dem kanadischen Immobilienunternehmen Royal LePage.

## Sportliche Karriere
Von 1996 bis 2016 nahm sie an sechs aufeinanderfolgenden Paralympics und fünf aufeinanderfolgenden Weltmeisterschaften teil und gewann 11 Medaillen, darunter eine Goldmedaille im Marathon bei den Weltmeisterschaften 2006. Bei den Olympischen Sommerspielen 2004 belegte sie den vierten Platz bei dem 800-m-Rollstuhlwettbewerb der Frauen. Sie nahm auch an den Sommer-Paralympics 2004 in Athen teil und gewann sowohl im 400-Meter- als auch im 1500-Meter-Lauf eine Bronzemedaille.
Bei den Sommer-Paralympics 2008 in Peking wurde ihr zunächst die Goldmedaille im 5000 m T54 verliehen. Eine Wiederholung des Rennens wurde jedoch vom Internationalen Paralympischen Komitee nach Protesten der australischen, US-amerikanischen und Schweizer Teams angeordnet, nachdem sechs Konkurrenten in der vorletzten Runde in einen Sturz verwickelt waren. Das Wiederholungsrennen führte dazu, dass dieselben drei Athleten Medaillen gewannen, jedoch in einer anderen Reihenfolge, wobei Roy den zweiten Platz mit 0,01 Sekunden hinter der Siegerin Amanda McGrory aus den Vereinigten Staaten von Amerika belegte.
Im Juni 2010 fuhr Roy einen Weltrekord über 1500 m. 2015 erhielt sie bei den Parapan American Games in Toronto eine Goldmedaille über 800 m und eine Bronzemedaille über 400 m. Bei den Paralympischen Spielen 2016, den IPC-Weltmeisterschaften 2017, den Commonwealth-Spielen 2018, den Para-Leichtathletik-Weltmeisterschaften 2019  und den Para-Leichtathletik 2020  war sie weiterhin eine wichtige Spielerin auf internationaler Ebene. 2019 gewann sie bei den Para-Leichtathletik Weltmeisterschaften in Montreal drei Goldmedaillen über 800 Meter, 400 Meter und 1.500 Meter.

## Ehrungen
- 2006 und 2007 erhielt sie die Fred Begley Memorial Trophy, die von Athletics Canada für die beste Athletin im Marathon-Event verliehen wird.
- 2009 wurde sie in die Terry Fox Hall of Fame aufgenommen.
- 2011 wurde sie bei der Sports Gala de l'Estrie in Kanada zur Athletin of International Excellence gekürt. Die gleiche Auszeichnung erhielt sie 2012.